# С. Бельский
Симон Федорович Бельский (настоящая фамилия: Савченко, 1883—1917) — русский журналист, путешественник и писатель-фантаст.

## Биография
Жил в Москве. Был сотрудником «Московских ведомостей», «Бюро русской печати» (1913) и др. Много ездил по России.
Художественные произведения Бельского разнообразны по темам (историческая и этнографическая фантастика, атомная и экологическая катастрофы, межпланетные сообщения), нередко пронизаны ощущением близкой гибели, непрочности старого мира. Так, в своём романе «Под кометой. Высеченные на камне записки очевидца о гибели и разрушении Земли» (1910), автор описывает глобальную катастрофу, которая может рассматриваться как метафора грядущих социальных потрясений — столкновение Земли с кометой. Автор пессимистически смотрит на род человеческий — несколько оставшихся в живых людей продолжают сводить старые счеты.
Написал также фантастические рассказы «Конец истории солнечного народа» (1914), «Особенный вкус страны» (1914), «У подножия Саян» (1916), «Золотая долина» (1914; 1990) — все они составили сборник «Куда ворон костей не заносил» (1914), а также повесть «Между небом и землей» (1917). Герои многих рассказов упомянутого сборника скитаются по просторам дальневосточной тайги. В рассказе «Золотая долина» герой случайно попадает в затерянную в дебрях Уссурийского края долину, где все растения — гиганты: «капуста величиной с деревья, а под листьями тыквы можно спать, как под одеялом…»